# بشنس
بَشَنس به زبان یونانی: Παχών، [پاخون] به زبان قبطی: Ⲡⲁϣⲟⲛⲥ، [پاشونز]، نهمین ماه از گاه‌شماری مصری و قبطی است. این ماه میان ۹ مه تا ۷ ژوئن در گاه‌شماری میلادی قرار دارد. ماه بشنس نخستین ماه از فصل شِمو به معنی فصل برداشت محصول یا فصل کم‌آبی در مصر باستان است.
نام پاشون از نام خونس، خدای ماه گرفته شده‌است.